# André Desvages
André Jules Léon Desvages (* 12. März 1944 in Graye-sur-Mer; † 1. Juni 2018 in Tours) war ein französischer Radrennfahrer.

## Sportliche Laufbahn
Den ersten bedeutenden Erfolg errang Desvages 1963, als er mit dem Team Frankreichs das Mannschaftszeitfahren bei den Mittelmeerspielen in Dakar gewann. Seine Profi-Karriere startete er 1967 in der Mannschaft Peugeot-BP-Michelin (Frankreich), bei der er zwei Jahre blieb. Er wechselte dann zu Frimatic-De Gribaldy (Frankreich). Ein Jahr später (1970) beendete er seine professionelle Radsport-Karriere, in der er insgesamt vier Siege erringen konnte.

## Palmarès
| Jahr | Erfolg | Erfolg             | Rennen                                           |
| ---- | ------ | ------------------ | ------------------------------------------------ |
| 1964 | 6.     | 6.                 | Mannschaftszeitfahren Olympia                    |
| 1965 | Sieger | Sieger             | Paris–Troyes (Frankreich)                        |
| 1965 | 3.     | 3.                 | Weltmeisterschaft, Straße, 100 km Teamzeitfahren |
| 1965 | Sieger | 7. Etappe          | Friedensfahrt                                    |
| 1965 | 3.     | 10. Etappe, Teil a | Friedensfahrt                                    |
| 1965 | 3.     | 6. Etappe          | Friedensfahrt                                    |
| 1965 | 3.     | 2. Etappe          | Tour de l’Avenir                                 |
| 1965 | Sieger | 11. Etappe         | Tour de l’Avenir                                 |
| 1965 | 2.     | 12. Etappe         | Tour de l’Avenir                                 |
| 1966 | Sieger | 8. Etappe          | Friedensfahrt                                    |
| 1966 | 3.     | 13. Etappe         | Friedensfahrt                                    |
| 1967 | Sieger | 5. Etappe          | Paris–Nizza                                      |
| 1967 | Sieger | 7. Etappe          | Paris–Nizza                                      |
| 1968 | Sieger | 5. Etappe, Teil a  | Tour de France                                   |
| 1969 | Sieger | Sieger             | Ploulaouen (Frankreich)                          |
| 1970 | 2.     | 2.                 | Saint-Mars d'Outille (Frankreich)                |